# Anania luctualis
Anania luctualis är en fjärilsart som beskrevs av Jacob Hübner 1796. Anania luctualis ingår i släktet Anania och familjen gräsmott, Crambidae. Inga underarter finns listade i Catalogue of Life.